# Urla, İzmir
Urla là một huyện thuộc tỉnh İzmir, Thổ Nhĩ Kỳ. Huyện có diện tích 704 km² và dân số thời điểm năm 2007 là 48058 người, mật độ 68 người/km².